# شهرستان کاوینگتون (آلاباما)
شهرستان کاوینگتون، آلاباما (به انگلیسی: Covington County, Alabama) شهرستانی در ایالات متحده آمریکا است که در آلاباما واقع شده‌است.

## خصوصیات
شهرستان کاوینگتون ۲٬۷۰۳٫۹۶ کیلومترمربع مساحت دارد.